# 악질 소비자
악질 소비자(Bad Consumer, 대한민국에서는 블랙컨슈머로 보통 사용된다. 하지만, 이 단어는 한국에서만 사용되는 단어로, 정치적 올바름에 위배된다.)는 기업이나 업체를 상대로 트집을 잡아 무리한 대가를 요구하는 사람을 말한다.이다. 보통 악질 소비자들은 일명 '갑질 횡포'를 일반 점원들에까지 시키는 것으로 나타나고 있다. 악질 소비자로 제일 피해를 많이 입는쪽은 고객을 직접 대하는 마케팅 부서로, 특히 콜센터의 경우 이런 악질 소비자의 사각지대에 놓여서 감정노동에 매우 취약하다. 이에 콜센터 측은 대응책을 마련하여 해결하고 있으며, 경찰도 이를 직시하고 있다.
이런 악질 소비자중 5명중 2명은 사회적 약자로, 화풀이나 혹은 경제적인 어려움을 다른 사회적인 약자인 감정노동자에게 풀고 있는 것으로 밝혀졌다. 또한 기업 입장에서도 품질향상과 가격절감에 쓰여야 할 비용이 낭비되면서 일반소비자들까지 피해가 돌아가게 된다.
이와 반대되는 용어는 악덕 업자인데 이 경우는 반대로 업자들이 소비자들에게 갑질이나 횡포, 불친 부리는 사례를 말한다. 특히 돈이 많고 사기를 통해서 소비자 및 고객에게 횡포를 부리거나 피해를 주는 사례가 있어서 악질 소비자 못지않게 경제 문제로 대두되고 있다.

## 악덕 업자와의 차이
주로 소비자들에게 무리한 요구나 횡포, 갑질을 표출하는 악덕 업자와는 달리 악질 소비자는 그 반대의 개념으로 소비자가 업자들에게 무리한 요구와 횡포, 갑질 등을 부리는 행위에서 차이가 있다. 성격면에서는 둘 다 비슷하나 신분이나 입장이 뒤바뀌었을 뿐 사실상 둘 다 악질이라는 공통점이 있다.

## 같이 보기
- 감정 노동
- 내부 마케팅
- 악덕 업자